# Frédéric Videau

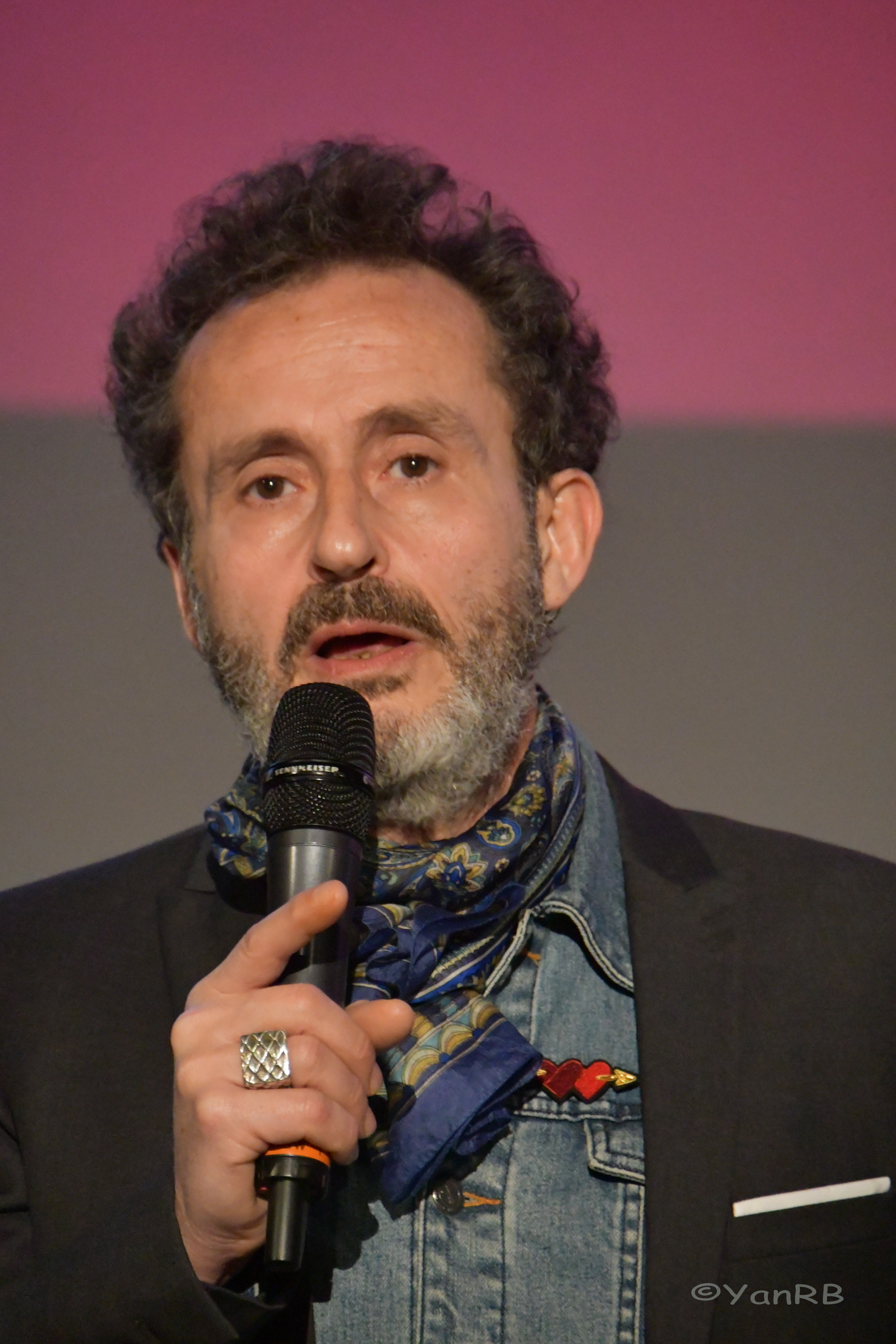
Frédéric Videau, 2022

Frédéric Videau (* 3. August 1964 in Angoulême, Frankreich) ist ein französischer Drehbuchautor und Filmregisseur.

## Biografie
Nach seinem Studium in Latein und Griechisch, studierte Videau Regie an der renommierten Pariser Filmhochschule La fémis. Anschließend etablierte er sich mit der Dokumentation Les Façons und den beiden Dramen Vacances scolaires und Eux cinq im Filmbereich. Als Regisseur debütierte er mit Le fils de Jean-Claude Videau. Größere Bekanntheit erlangte er mit dem 2012 veröffentlichten Drama À moi seule, mit dem er für die Berlinale 2012 eingeladen wurde, wobei er dort mit Gilde-Filmpreis ausgezeichnet wurde.

## Filmografie (Auswahl)
- 1989: Vacances scolaires[1]
- 1990: Les Façons[1]
- 1994: Eux cinq[1]
- 2001: Le fils de Jean-Claude Videau
- 2003: Die Liebe im Licht (L'Amour au soleil)
- 2003: Die Sprinterin (Des épaules solides)
- 2003: Wer schläft, der stirbt (Pas de repos pour les braves )
- 2012: À moi seule
- 2016: Agathe Koltès (Fernsehserie)[2]